# Керогли (опера)
«Керогли» (азерб. Koroğlu) — опера азербайджанського композитора Узеїра Гаджибекова на лібрето літератора-вченого Гейдара Ісмайлова, вірші Маммеда Сеїда Ордубади. Заснована на азербайджанській версії тюркського (огузького) народного епосу Керогли.

## Історія створення

Поштова марка СРСР 1966 року, присвячена опері

В основу сюжету опери покладено популярний епос «Керогли», який описує події XVI—XVII століть, коли народові доводилося боротися і проти місцевих феодалів, і проти ірано-турецьких завойовників. Герой епосу — Керогли, пристрасний борець за свободу й щастя народу. Народна фантазія наділила його богатирською силою і безмежною хоробрістю. Керогли — мужній ватажок повстанців і ашуг, народний співець, який імпровізує під акомпанемент саза. Поетичні сторони його душі розкриваються у взаєминах з нареченою, самовідданою Нігяр.
Гаджибеков працював над оперою від 1932 до 1936 року. Композитор прагнув, за його словами, створити національну за формою оперу, використовуючи досягнення сучасної музичної культури.
Прем'єра опери відбулася 30 квітня 1937 року в Баку в Театрі опери та балету імені М. Ф. Ахундова. Оперу поставив Ісмаїл Ідаятзаде. 5 квітня 1938 року оперу показали в Москві на декаді азербайджанського мистецтва. Твір увійшов також до репертуару оперних театрів Туркменії, Вірменії та Узбекистану.

## Сюжет

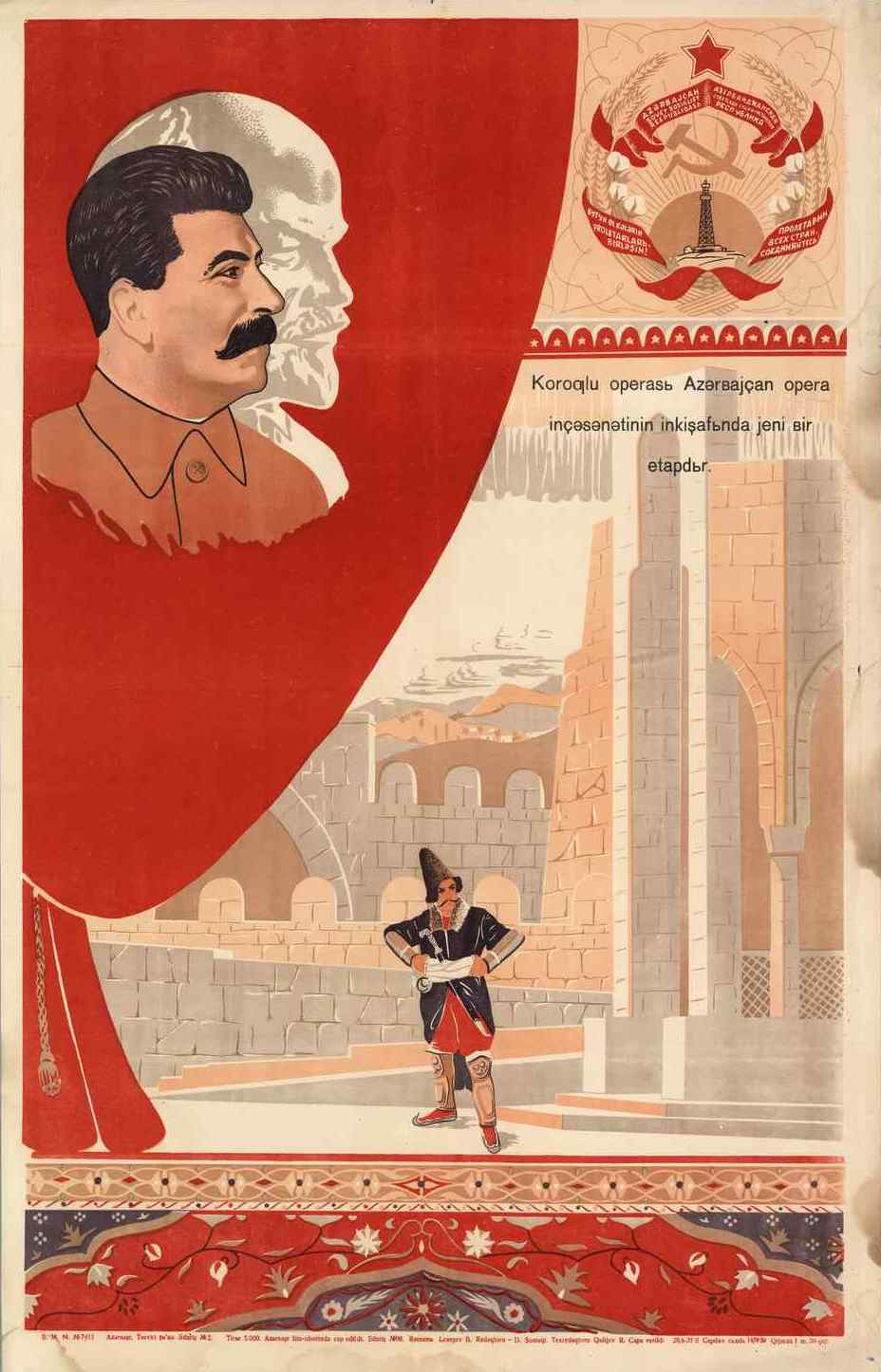
Плакат 1939 року

Весна. На полях Азербайджану працюють селяни. Народ змучений постійними поборами могутнього феодала жорстокого Гасан-хана. При його появі на полі, селян батогами розганяють. Прийшовши на поле, Гасан-хан вимагає зловити для нього кращого коня. Але старий стадник Алі погнав коней на пасовище. Він марно намагається пояснити, що зробив це не з лихим наміром, — хан велить осліпити старця. Синові стадника Алі, Ровшену, повідомляє про це кохана Нігяр.
«Тепер ти — Керогли», (син сліпого) — гірко каже старий своєму синові. Гнів охоплює селян. Ровшен, що прийняв нове ім'я — Керогли, закликає народ повстати й помститися ханові за всі його злодіяння. Селяни сповнені рішучості почати боротьбу. Обравши Кер-огли своїм ватажком, вони йдуть у гори. Нігяр на прохання коханого залишається, щоб повідомляти їм про всі задуми ворога. Військовий табір повстанців розташований у неприступних горах у фортеці Ченлі-бель. Керогли з групою воїнів повертається з чергового успішного походу. З ними прийшло поповнення — бідняки з Вірменії, Грузії, Курдистану. У розпал святкування з нагоди нової перемоги на площі з'являється Гамза-бек, переодягнений злидарем. Він благає дати йому притулок — хан вкрай розорив його. Дізнавшись, що прибулець був конюхом, довірливий Керогли доручає йому догляд за своїм конем Кир-атом. Марно друзі застерігають його, — а що як це шпигун Гасан-хана! Але Кер-огли спокійний — в такому разі Нігяр попередила б його. Вечоріє, наближається гроза, скориставшись негодою і безлюддям, Гамза-бек забирає Кир-ата і ховається в темряві. Вартові вдарили на сполох, але вже пізно.
Задоволений Гасан-хан весело бенкетує зі своїми вельможами. Раптом він бачить у залі Керогли з сазом у руках, але не здогадується, хто це. Гасан-хан обурений зухвалістю прибульця, що не побажав навіть вклонитися. Але прекрасний спів ашуга полонить його й решту присутніх. Щоб дізнатися, чи тут викрадений кінь, Кер-огли пропонує заспівати пісню про відомого Кир-ата. Хан здивований, але погоджується. Прослухавши пісню, він хвалиться, що цей кінь — у його стайні. Ашуг висловлює сумнів, і Гасан-хан велить своєму слузі Поладу призвести Кир-ата. Кер-огли співає нову пісню. Але цієї миті з'являється Гамза-бек. Він одразу впізнає в ашугові Кер-огли й наказує слугам схопити його й міцніше зв'язати. Гасан-хан радіє. Вводять Нігяр, обіцяну Гамза-беку. Кер-огли опановують суперечливі почуття, коли він побачив кохану. Адже Нігяр ні про що його не попередила… може, вона зрадниця? Гасан-хану доповідають, що спіймано хлопця, який поспішав з доносом у Ченлі-бель. Спійманий — Ейваз, брат Нігяр. Хан кличе катів, щоб випитати в донощика ім'я того, хто його послав. Тоді Нігяр сміливо визнає — це зробила вона. Дівчина кидає в обличчя вельможам слова презирства й ненависті. Цього Гамза-бек не може витримати. З ножем він кидається на Нігяр. Але тут Кер-огли вдається розірвати ланцюги, що його сковували. Ударом кулака він вбиває Гамза-бека. Потім, скориставшись загальним замішанням, схоплюється на Кир-ата і миттєво зникає. Розгніваний хан наказує стратити Нігяр, її брата і конюха Полада.
Глашатаї скликають народ на площу, де готується страта. У натовпі чути нарікання незадоволеного народу. Гасан-хан велить першою стратити Нігяр. Раптом на чолі великого загону вривається Кер-огли, і після короткої сутички дружину хана розгромлено. Народ славить свого героя.

## Відеоролики
- Арія Керогли у виконанні Бюльбюля.
- Уривок з опери Керогли. Співає Незакет Теймурова [Архівовано 11 Лютого 2021 у Wayback Machine.]